# Trichorhina bicolor
Trichorhina bicolor är en kräftdjursart som beskrevs av Paulo Agostinho de Matos Araujo och Buckup 1996. Trichorhina bicolor ingår i släktet Trichorhina och familjen myrbogråsuggor. Inga underarter finns listade i Catalogue of Life.